# Louis Jules Léon Burgeon
Louis Jules Léon Burgeon (Sint-Gillis, 30 januari 1884 - Tervuren, 31 oktober 1949) was een Belgisch entomoloog.
Burgeon werd geboren in Sint-Gillis, België in 1884, (de bronnen verschillen over de juiste geboortedatum). Hij behaalde in 1906 een ingenieursdiploma civiele mijnbouw aan de Universiteit van Luik en twee jaar later een diploma elektrotechnisch ingenieur aan het Montefiore Instituut. Hij had diverse ingenieurs functies die te maken hadden met tramvervoer en spoorwegen in België en later in Egypte, voordat hij vertrok naar Congo. Daar was hij werkzaam in de goudmijnen in de Kilo-Moto regio.
Vanaf zijn jeugd, had Burgeon een levendige belangstelling voor de studie van insecten. Al zijn vrije tijd probeerde hij aan de entomologie te besteden en hij had in die tijd al een rijke insectencollectie samengesteld. In 1927 gaf hij zijn baan op en kon hij zich volledig concentreren op zijn werk als entomoloog en ging werken bij het Koninklijk Museum voor Midden-Afrika in Tervuren. In 1938 werd hij hoofd van de zoologische afdeling. Hij publiceerde meer dan 115 wetenschappelijke artikelen over de insecten in Congo, in het bijzonder de kevers (Coleoptera). Hij beschreef diverse nieuwe taxa.
- Gemeinsame Normdatei: 127438610
- International Standard Name Identifier: 0000 0004 2437 7785
- Library of Congress Control Number: no2019122691
- Nederlandse Thesaurus van Auteursnamen: 102994986
- Système universitaire de documentation: 156519674
- Virtual International Authority File: 196840780